# Reichstag (Alemanha Nazista)
O Reichstag ("Dieta do Reich"),  oficialmente o Grande Reichstag Alemão (Großdeutscher Reichstag) depois de 1938, foi o parlamento nacional da Alemanha Nazista de 1933 a 1945. Após a tomada do poder pelos nazistas e a promulgação da Lei de Concessão de Plenos Poderes de 1933, funcionou apenas como um carimbo para as ações da ditadura de Adolf Hitler - sempre por consentimento unânime - e como um fórum para ouvir os discursos de Hitler. Neste papel puramente cerimonial, o Reichstag se reuniu apenas 20 vezes, a última em 26 de abril de 1942. O Presidente do Reichstag (em alemão:  Reichstagspräsident) durante todo este período foi Hermann Göring.
Durante este período, o Reichstag foi às vezes referido pelo público alemão como "teuerste Gesangsverein Deutschlands " (o clube de canto mais caro da Alemanha) devido ao canto frequente do hino nacional durante as sessões. Para evitar a realização de eleições agendadas durante a Segunda Guerra Mundial, em 1943 Hitler estendeu o mandato do atual Reichstag (eleito no final de 1938 para servir em 1939-1943) para cumprir um mandato especial de oito anos para terminar em 30 de janeiro de 1947.

## Contexto
Em 1920-1923 e de 1930 em diante, o Reichstag democraticamente eleito da República de Weimar foi frequentemente contornado por dois instrumentos legais:
- O uso de poderes especiais concedidos ao Presidente da Alemanha sob um Decreto de Emergência no Artigo 48 da Constituição de Weimar
- O uso de atos de habilitação (que eram considerados constitucionais, uma vez que foram aprovados por maioria de dois terços, o mesmo exigido para uma emenda), especialmente durante 1919-1923 e, finalmente, em 1933

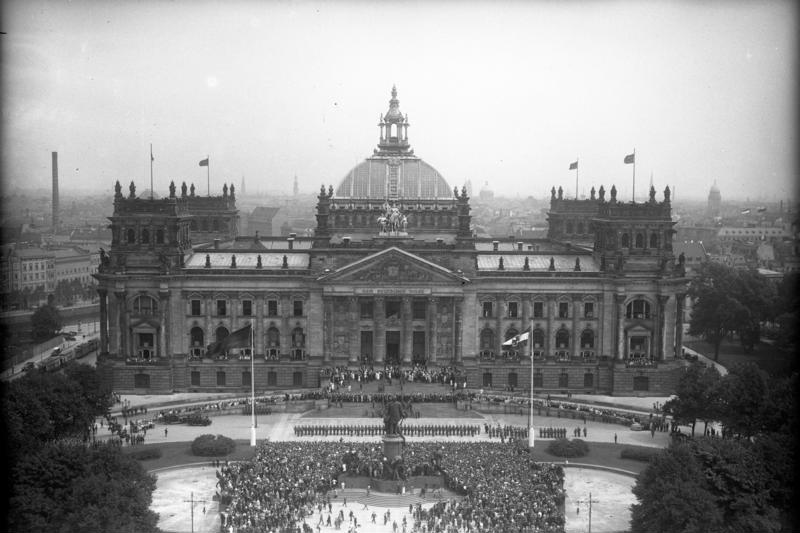
O edifício do Reichstag em 1932, antes do incêndio

A primeira prática tornou-se cada vez mais comum depois de 1930. Devido ao complexo sistema de representação proporcional do Reichstag, era extremamente difícil para um governo ter uma maioria estável. Freqüentemente, quando um chanceler era afastado do cargo, seu sucessor não podia ter certeza de uma maioria. Como resultado, os chanceleres foram forçados a usar o Artigo 48 simplesmente para conduzir os negócios comuns do governo.
Após o incêndio do Reichstag em 27 de fevereiro de 1933, Hitler persuadiu o presidente Paul von Hindenburg a emitir o Decreto para a Proteção do Povo e do Estado, que suspendia a maioria dos direitos civis consagrados na constituição. Quando as eleições de março não renderam a maioria nazista, Hitler teve que confiar em seu parceiro de coalizão, o Partido Popular Nacional Alemão (DNVP), para comandar a maioria no Reichstag.
Na primeira sessão do novo Reichstag, Hitler introduziu a Lei de Concessão de Plenos Poderes de 1933, que permitia ao governo promulgar leis por sua própria autoridade por um período de quatro anos. Com algumas exceções (que na prática foram desconsideradas), essas leis poderiam divergir dos artigos da constituição. Embora formalmente apenas o governo como um todo pudesse promulgar leis, Hitler efetivamente exercia esse direito por si mesmo.

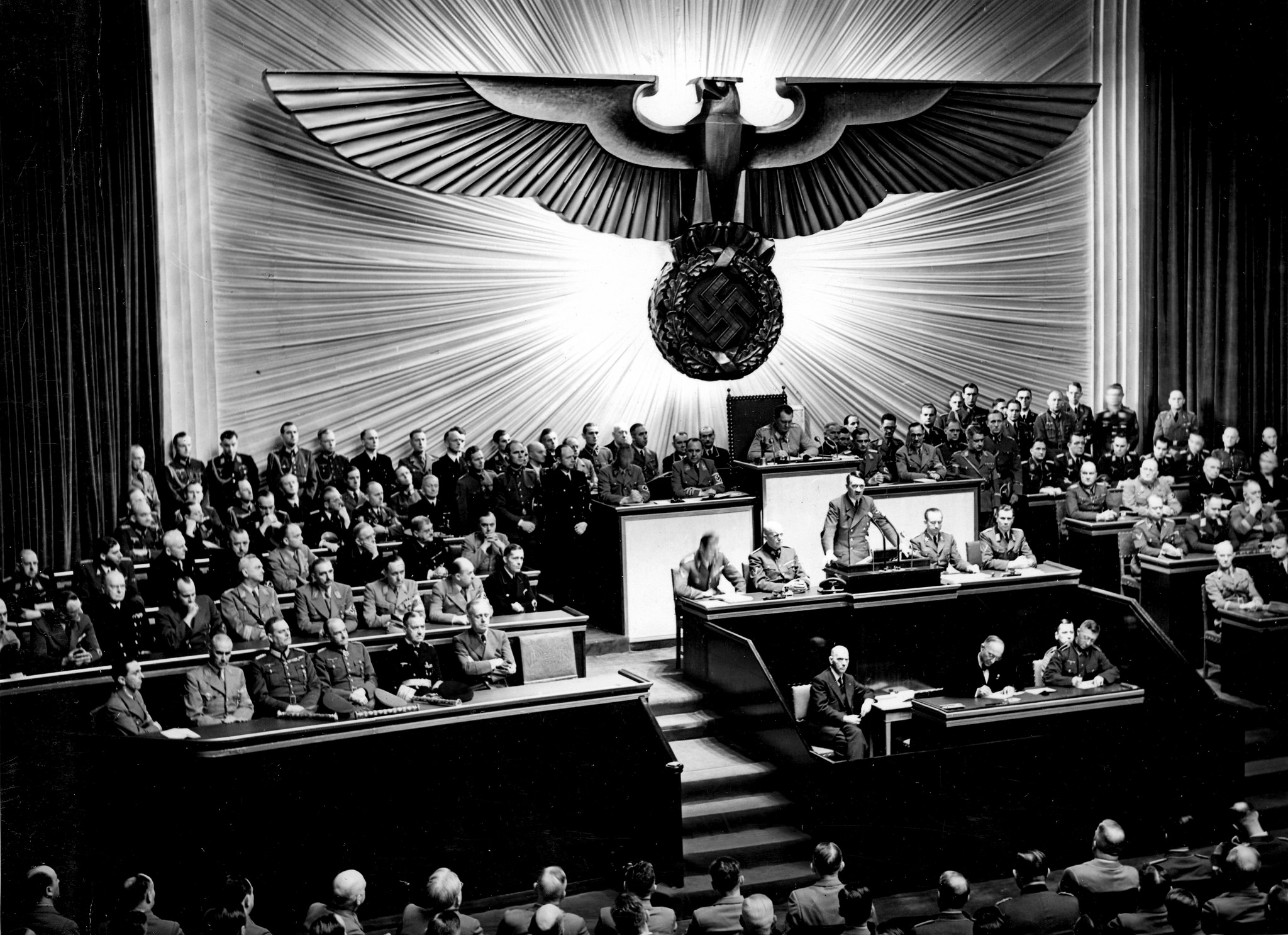
Adolf Hitler declarando guerra contra os Estados Unidos no Reichstag, 11 de dezembro de 1941

Os nazistas usaram as disposições do Decreto de Incêndio do Reichstag para prender todos os deputados do Partido Comunista da Alemanha (KPD) e deter vários deputados do Partido Social Democrata (SPD). Vários outros deputados do SPD viram a inscrição na parede e fugiram para o exílio. No final das contas, a Lei de Habilitação foi aprovada por uma margem de 444–94, com apenas o SPD votando contra. No entanto, a sessão ocorreu em uma atmosfera tão intimidadora que, mesmo que todos os 81 deputados do KPD e 120 deputados do SPD estivessem presentes, a Lei de Habilitação ainda teria sido aprovada por mais do que a maioria de dois terços necessária.
Antes do fim do verão, todos os outros partidos haviam sido banidos ou intimidados a fechar (alguns até foram intimidados a ingressar no NSDAP), e o Partido Nazista era o único partido legalmente permitido na Alemanha. – para todos os efeitos, a Alemanha tornou-se um estado de partido único com a aprovação da Lei de Habilitação. Com a proibição formal dos partidos de oposição pela "Lei contra a formação de partidos" (14 de julho de 1933), a disposição do artigo 48 que permitia ao Reichstag exigir o cancelamento das medidas de emergência foi efetivamente negada.
Nas eleições parlamentares de 12 de novembro de 1933, os eleitores receberam uma única lista do Partido Nazista em condições nada secretas (veja abaixo). A lista venceu com 92,1 por cento dos votos. Como medida do grande cuidado que Hitler tomou para dar à sua ditadura a aparência de sanção legal, a Lei de Habilitação foi subsequentemente renovada pelo Reichstag em 1937 e 1941.
O Reichstag reuniu-se apenas 12 vezes entre 1933 e 1939 e promulgou apenas quatro leis - a "Lei sobre a Reconstrução do Reich" de 1934 (que transformou a Alemanha em um estado altamente centralizado) e as três "Leis de Nuremberg" de 1935. Todos passaram por unanimidade. Só se reuniria mais oito vezes após o início da guerra. Em 30 de janeiro de 1939, após a Kristallnacht e o aumento das tensões internacionais, Adolf Hitler fez um discurso proclamando que uma guerra levaria à "aniquilação da raça judaica na Europa". Em 1º de setembro de 1939, Hitler dirigiu-se ao Reichstag, anunciando a invasão da Polônia e o início da Segunda Guerra Mundial.

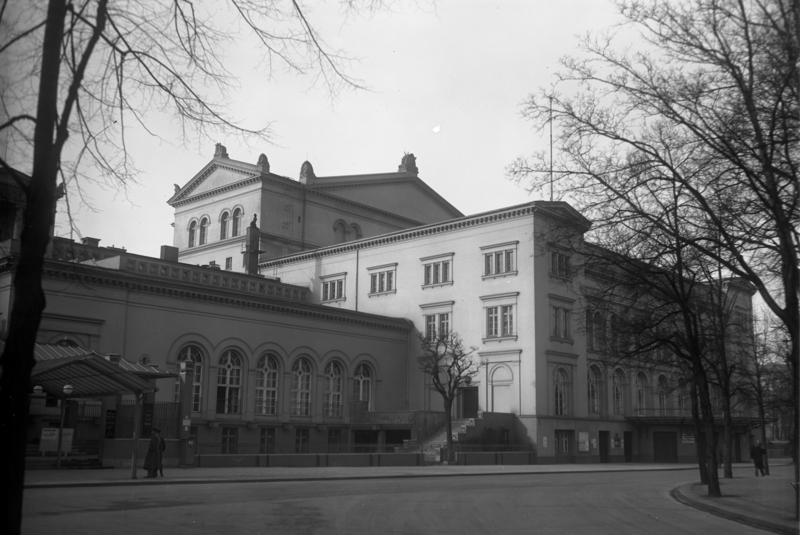
Ópera Kroll

## Prédio
O edifício original do Reichstag (em alemão:  Reichstagsgebäude) ficou inutilizável após o incêndio do Reichstag, então a Ópera Kroll foi transformada em uma câmara legislativa e serviu como local de todas as sessões parlamentares durante o Terceiro Reich. Foi escolhido tanto por sua localização conveniente em frente ao prédio do Reichstag quanto por sua capacidade de assentos. A Ópera Krolç foi devastada pelo bombardeio dos Aliados em 12 de novembro de 1943 (coincidentemente, o décimo aniversário da primeira eleição do Reichstag nazista). Foi então essencialmente destruído na Batalha de Berlim em 1945.

## Eleições e plebiscitos na Alemanha nazista

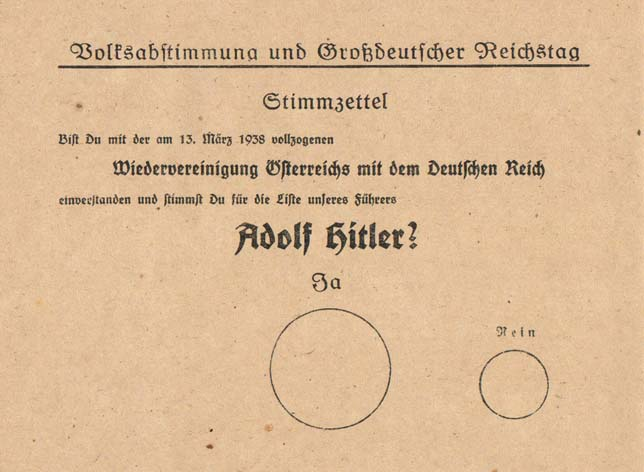
Cédula de referendo em abril de 1938. Diz: "Você concorda com a reunificação da Áustria com o Reich alemão que foi promulgada em 13 de março de 1938 e vota no partido de nosso líder Adolf Hitler?" O círculo maior está marcado como "Sim", o menor como "Não".

A eleição federal em março de 1933 foi a última eleição totalmente alemã antes da Segunda Guerra Mundial que foi competitiva. A partir de então, enquanto ainda aconteciam as eleições, os eleitores eram apresentados a uma lista única composta por nazistas e "convidados" do partido. Esses "convidados", no entanto, apoiaram totalmente Hitler em qualquer evento. As eleições nessa época não eram secretas; os eleitores eram frequentemente ameaçados com severas represálias se não votassem ou ousassem votar não. Nessas circunstâncias, a lista nazista obteve bem mais de 90% dos votos a cada vez.
Até a promulgação das Leis de Nuremberg em 1935, judeus, poloneses e outras minorias étnicas ainda detinham direitos nominais de cidadania. Eles não apenas tinham permissão para votar, mas em distritos conhecidos por terem grandes populações de minorias, os nazistas frequentemente se abstinham de usar táticas usadas em outros lugares para obrigar o eleitorado a votar a favor do regime. Em essência, os nazistas encorajaram tacitamente as minorias a votar contra eles para que sua propaganda pudesse citar os resultados relativamente desfavoráveis em distritos conhecidos por terem grandes populações minoritárias como prova de deslealdade ao Reich. Após a promulgação das Leis de Nuremberg, os judeus e outras minorias étnicas foram totalmente excluídos do processo eleitoral e o número de votos negativos e inválidos registrados caiu drasticamente - de mais de cinco milhões no referendo realizado em 1934 para apenas meio milhão no votação realizada em 1936.
Das três eleições realizadas neste período, apenas a primeira foi realizada de forma independente. Os outros dois foram realizados paralelamente a referendos especiais. O mais famoso deles foi o plebiscito sobre o Anschluss com a Áustria em 1938. Essa votação registrou oficialmente um "sim" de 99,7%. Após o Anschluss, o Reichstag tornou-se o Großdeutsche Reichstag (traduzido aproximadamente como a Grande Dieta Imperial Alemã).

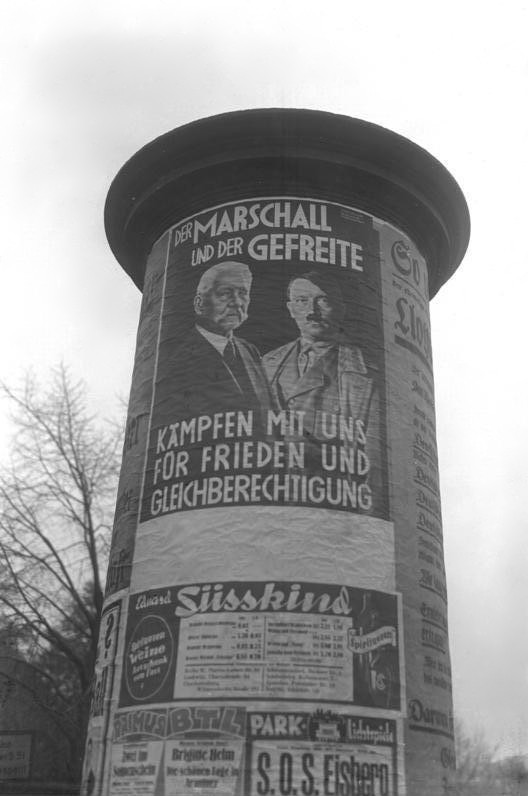
Cartaz eleitoral para Hindenburg e Hitler em novembro de 1933. Lê-se: "O marechal e o cabo lutam conosco pela paz e igualdade"

De acordo com as disposições da lei eleitoral da República de Weimar de 1933, uma cadeira foi concedida para cada bloco de 60 000 votos. Porque a participação eleitoral foi muito alta, e também por causa de novos territórios adicionados ao Reich e, finalmente, porque a maioridade eleitoral foi reduzida (uma medida compensatória adotada antes da eleição de 1936 para evitar que o eleitorado diminuísse em consequência do Nuremberg Laws), o Reichstag cresceu em proporções cada vez maiores. Finalmente, foram 855 deputados; Adolf Hitler era o número 433, eleito para o círculo eleitoral do Reichstag 24 Alta Baviera - Suábia.
- 1933, 5 de março: Eleições parlamentares gerais imediatamente após a tomada do poder. Seis dias antes da data marcada para as eleições, o prédio do parlamento alemão queimou no incêndio do Reichstag. Os partidos de oposição foram frustrados em suas campanhas. O Partido Nazista conquistou 33 das 35 cadeiras diretas dos distritos parlamentares e 43,9% dos votos gerais, dando aos nazistas junto com o DNVP (8,0% dos votos) uma ligeira maioria das cadeiras.
- 1933, 12 de novembro: Eleições parlamentares e referendo sobre a retirada da Alemanha da Liga das Nações. Todos os delegados do Reichstag agora são membros ou simpatizantes do Partido Nazista. De acordo com os resultados formais, 92% dos eleitores aprovaram a proposta do referendo.
- 1934, 19 de agosto: Plebiscito especial para aprovar retrospectivamente a assunção dos poderes do presidente por Adolf Hitler, após a morte de Paul von Hindenburg. 88,1% dos eleitores votaram sim.
- 1936, 29 de março: Eleições parlamentares gerais e referendo aprovando retrospectivamente a Remilitarização da Renânia. A eleição e a ocupação da Renânia foram combinadas em uma única pergunta.
- 1938, 10 de abril: Eleições parlamentares gerais e referendo aprovando retrospectivamente a anexação da Áustria Anschluss. Eleito para um mandato de quatro anos a partir de 1939, reuniu-se pela última vez no início de 1942.
- 1938, 4 de dezembro: Eleição parcial do Parlamento para o recém-adquirido território dos Sudetos. Como nas ocasiões anteriores, os nazistas conquistaram todas as cadeiras nesta última eleição sob seu governo.

## Última sessão
O Reichstag se reuniu pela última vez na Ópera Kroll em 26 de abril de 1942. Aprovou por unanimidade um decreto proclamando Hitler "Supremo Juiz do Povo Alemão", permitindo-lhe oficialmente anular o judiciário e a administração em todos os assuntos. Quaisquer resquícios dos privilégios dos membros do Reichstag foram removidos e o Führer tornou- se de jure o tomador de decisão final, com poder de vida e morte sobre todos os cidadãos alemães. Na prática, isso apenas legitimava uma situação que existia desde 1933. Para todos os efeitos, isso estendeu as disposições da Lei de Habilitação indefinidamente.
Em 25 de janeiro de 1943, cinco dias antes do término do atual mandato do Reichstag, a inauguração de um novo órgão foi adiada para outro mandato eleitoral até 30 de janeiro de 1947. Isso era para evitar a realização de eleições enquanto a guerra ainda estava em andamento. Por causa da derrota da Alemanha na guerra, as eleições de 1938 foram as últimas para o Reichstag alemão e seriam as últimas eleições totalmente alemãs até as primeiras eleições para uma Alemanha reunificada em 1990.